# Silent Hill: Origins
Silent Hill: Origins, känt som Silent Hill Zero i Japan, är det femte spelet i survival horror-serien Silent Hill, utvecklat av Climax Studios och publicerat av Konami till PlayStation Portable.
Spelet är känt som en "prequel" till det första spelet i serien, och följer protagonisten Travis Grady som blir involverad i staden Silent Hills mystiska händelser.
Spelet var tänkt att förklara den ritual som involverade Alessas svåra tillstånd på sjukhuset under de sju åren innan första spelet.
Men i och med att stadens kraft inte aktiveras innan Alessas andra del av sin själ återvänder i det första spelet så blir händelseförloppet i Orgings på fler än ett plan orimmligt.
Origins släpptes exklusivt till PlayStation Portable den 6 november 2007, men blev senare även tillgängligt på PlayStation 2.